# Caldes d'Estrac
Caldes d'Estrac là một đô thị ở ’’comarca’’ Maresme, 
Catalonia, Tây Ban Nha. Đô thị này nằm giữa Sant Vicenç de Montalt và Arenys de Mar. 
Đô thị này được kết nối bằng tuyến đường bộ N-II dọc theo bờ biển. Nhà ga tàu hỏa của tuyến RENFE nằm ở đây.

## Thông tin nhân khẩu
| 1900 | 1930 | 1950 | 1970 | 1986 | 2007 |
| ---- | ---- | ---- | ---- | ---- | ---- |
| 678  | 928  | 854  | 1053 | 1315 | 2672 |